# 金獅湖
金獅湖，原名大埤或覆鼎金陂，位於高雄市三民區鼎金里，獅頭山下，故名之。是高雄愛河上游一座湖泊，水域面積約12甲（11.6公頃），雨季時有調節水位的重要功能。金獅湖水位受乾雨季影響，湖岸已闢成金獅湖公園，金獅湖不但是當地居民的休憩運動場所，也是高雄市民假日闔家休閒的去處之一。

## 發展沿革
金獅湖水源來自曹公新圳系的覆鼎金圳，在清代及日治初期時於西南面注入北圳、中圳、店子圳、尾厝圳等四圳，此四圳於船仔頭流入愛河，另外向南流入新陂（今本和里滯洪池一帶），再沿本館圳（今明誠路）流入愛河，金獅湖灌溉面積68甲（約66公頃），產菱角與芡實。
覆鼎金早期居民稱今高雄道德院後方之丘陵為虎頭山仔，後來演變成獅山，或獅頭山，而大埤則座落在獅頭山西面與南面，故獅頭山又稱下水之金獅（因其為黃土丘陵，華人傳統以黃土喻金，含有吉祥之意）。二戰後，政府將此地闢為風景區，居民逐稱呼此湖為金獅湖，稱此地為金獅湖風景區。
金獅湖公園為現行都市計畫灣子內地區的六號公園預定地，包括水域面積約11公頃、陸域面積約14公頃，共25公頃，園內有高雄道德院、覆鼎金保安宮、獅頭山、蝴蝶園等景點，1960年代曾有水上飯店及划船的遊憩資源，近年因夜間照明不足、噪音、水質欠佳等因素，使高雄市政府於2008年開始進行改善，包括停車場、親水設施、自行車道及步道、夜間照明、景觀美化等，另結合鄰近的澄清湖及當時剛完工的檨仔林埤濕地公園形成延續性的生態廊道。

## 交通資訊

### 公車
站牌名為《金獅湖》、《三民高中 (金鼎路)》
| 編號               | 經營業者 | 區間                   | 備註                                   |
| ------------------ | -------- | ---------------------- | -------------------------------------- |
| 33                 | 高雄客運 | 金獅湖站－捷運鹽埕埔站 | 停靠《金獅湖》                         |
| 72                 | 漢程客運 | 金獅湖站－中正高中     | 停靠《金獅湖》                         |
| 76                 | 漢程客運 | 金獅湖站－歷史博物館   | 例假日停駛。 停靠《三民高中 (金鼎路)》 |
| 昌福幹線（77）區間 | 漢程客運 | 金獅湖站－高雄女中     | 停靠《三民高中 (金鼎路)》              |
| 168西(含區間車)    | 漢程客運 | 金獅湖站－輕軌夢時代站 | 停靠《金獅湖》                         |
| 168東(含區間車)    | 漢程客運 | 金獅湖站－捷運鹽埕埔站 | 停靠《金獅湖》                         |
| 217                | 港都客運 | 金獅湖站－鳥松區公所   | 停靠《金獅湖》                         |
| 紅31               | 漢程客運 | 金獅湖站－建國林森路口 | 停靠《金獅湖》                         |

### 公共自行車
- 高雄市公共自行車租賃系統：
  - 金獅湖橋：鼎金後路/天祥一路口
  - 三民高中西側：金山路/金鼎路口東南側

## 周邊景點

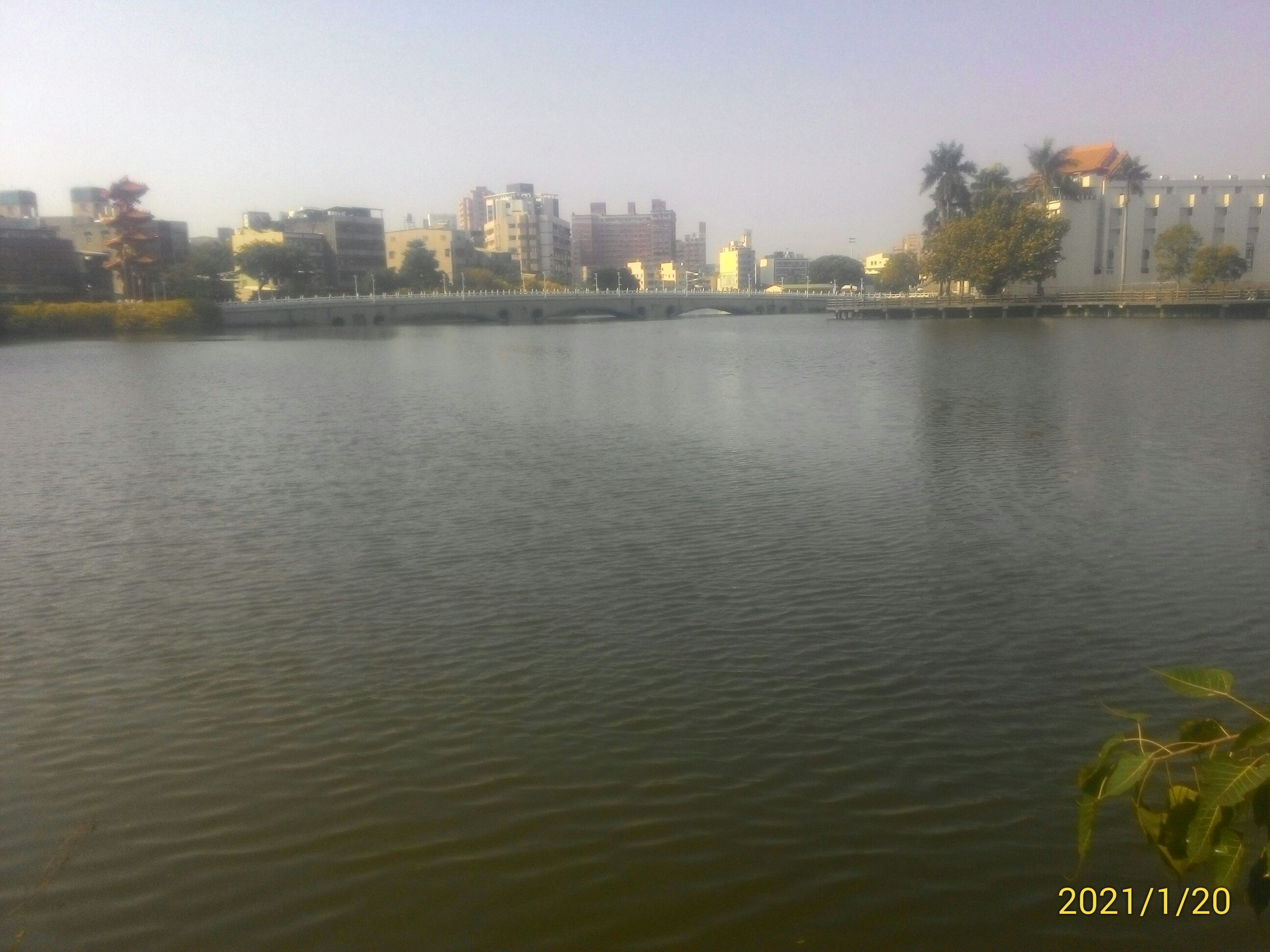
金獅湖湖面

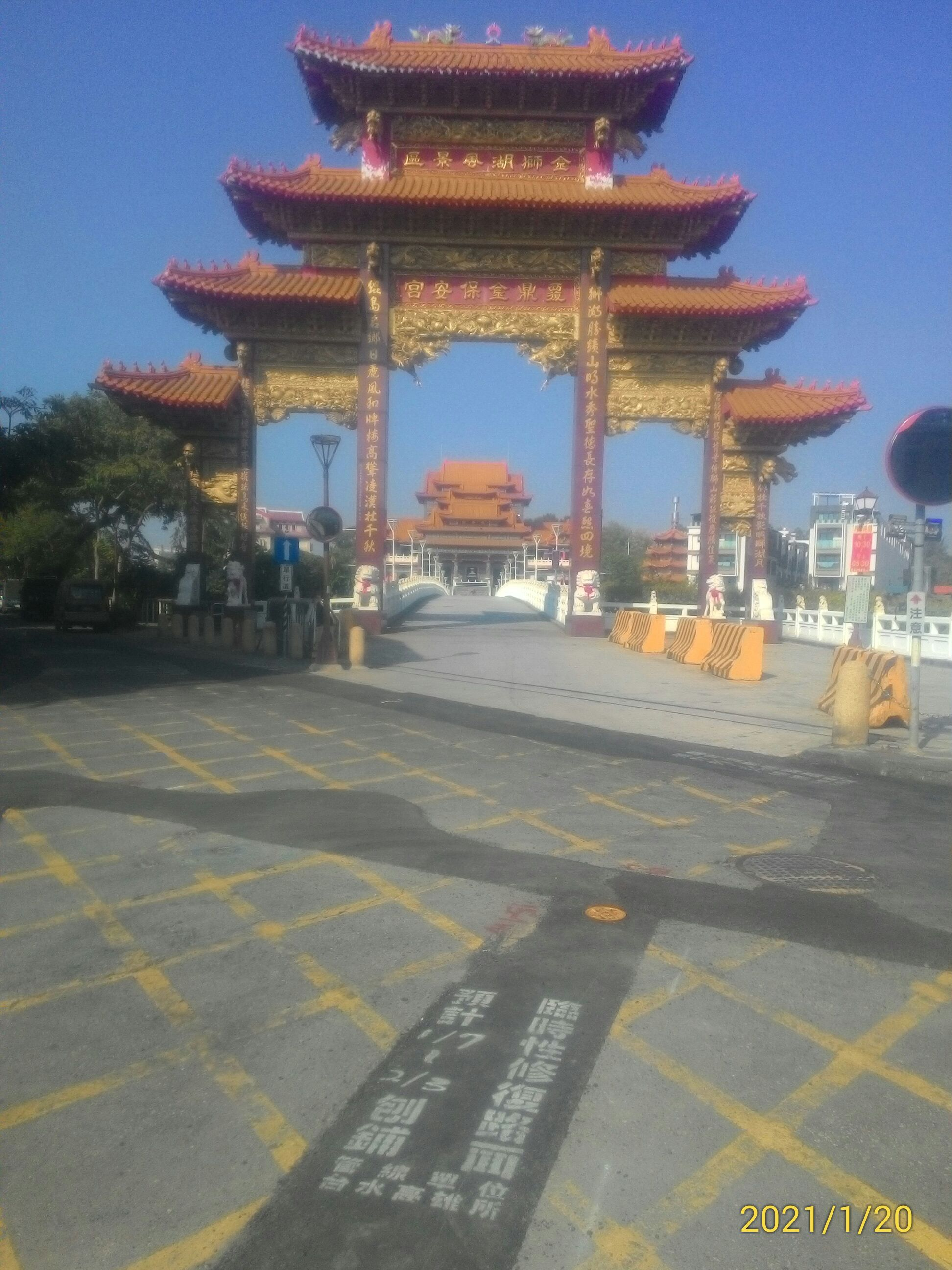
金獅湖(保安宮)入口牌樓

- 高雄道德院
- 覆鼎金保安宮
- 獅山公園
- 金獅湖蝴蝶園
- 金獅湖蝴蝶園 （页面存档备份，存于）